# محوطه تاریخی قلعه گبری پختوک
محوطه تاریخی قلعه گبری پختوک؛ نام محوطه‌ای باستانی مربوط به دورهٔ متاخر اسلامی است و در شهرستان مشهد، بخش رضویه، دهستان پایین ولایت، ۱/۵ کیلومتری جنوب‌غربی روستای پختوک واقع شده و این اثر در تاریخ ۲۲ مرداد ۱۳۸۴ با شمارهٔ ثبت ۱۳۱۵۹ به‌عنوان یکی از آثار ملی ایران به ثبت رسیده‌است.